# Język krio
Język krio – język kreolski, oparty w znacznej mierze na języku angielskim i lokalnych językach Afryki Zachodniej, używany przez społeczność Krio – potomków wyzwolonych niewolników ze Sierra Leone. Jako językiem ojczystym posługuje się nim około 716 tys. osób, głównie w stolicy kraju Freetown. Stanowią oni tylko niewielki procent populacji Sierra Leone. Jednak ich język służy także jako środek komunikacji ponadetnicznej (język wehikularny) około 6 milionom Sierraleończyków, a także potomkom Krio w innych częściach Afryki Zachodniej. W wielu częściach Sierra Leone dzieci dorastają ucząc się dwóch języków – swojego własnego i języka krio. W latach 90. XX w. sierraleońskie Ministerstwo Edukacji wprowadziło język krio jako język nauczania w niektórych szkołach podstawowych we Freetown. W języku tym nadaje też kilka stacji radiowych.